# National Hospital for Neurology and Neurosurgery
Le National Hospital for Neurology and Neurosurgery (NHNN) est l'hôpital neurologique et neurochirurgical national du Royaume-Uni. Il fut en 1859 le premier hôpital d'Angleterre à être exclusivement consacré au traitement des maladies du système nerveux. Il se trouve à Queen Square dans le district de Camden à Londres. Il est plus communément désigné comme le « National » ou de façon  moins appropriée « Queen Square ».
Depuis 1996 il fait partie du University College Hospital NHS Trust de Londres. Il est associé à l'Institut de neurologie (Institute of Neurology) (qui appartient lui-même l'University College de Londres), un centre de recherche de premier rang. Le NHNN  participe à l'unité d'évaluation de l'épilepsie William Gowers (the Sir William Gowers Epilepsy Assessment) située au centre de la société nationale pour l'épilepsie (National Society for Epilepsy), à Chalfont St Peter, dans le Buckinghamshire. Il gère aussi la fondation nationale de développement des hôpitaux (National Hospital Development Foundation) un organisme caritatif spécialisé dans le soutien apporté aux hôpitaux pour le financement des équipements, des bâtiments et des structures de recherche.

## Histoire
L'hôpital est fondé en 1859 et a d'abord pour nom : hôpital national des maladies du système nerveux y compris la paralysie et l'épilepsie (The National Hospital for Diseases of the Nervous System including Paralysis and Epilepsy). Il fusionna en 1948 avec le Maida Vale Hospital for Nervous Diseases. Les plus grands neurologues britanniques ont exercé au National parmi lesquels John Hughlings Jackson, James Stansfield Collier, David Ferrier, MacDonald Critchley, Charles-Édouard Brown-Séquard, William Allen Sturge, Sir Roger Bannister et beaucoup d'autres.

## Source
- (en) Cet article est partiellement ou en totalité issu de l’article de Wikipédia en anglais intitulé « National Hospital for Neurology and Neurosurgery » (voir la liste des auteurs).